# Douglas C-54 Skymaster
Ду́глас С-54 «Ска́ймайстер» (англ. Douglas C-54 Skymaster) — американський військово-транспортний літак часів Другої світової війни. Військовий варіант транспортного літака розроблений на базі пасажирського Douglas DC-4. Свій перший політ здійснив 14 лютого 1942 року. «Скаймайстер» активно застосовувався для постачання Західного Берліна під час Берлінської блокади 1948—1949 років. На основі С-54 були розроблені особисті літаки Франкліна Рузвельта, Гаррі Трумена і Вінстона Черчилля.

## Галерея

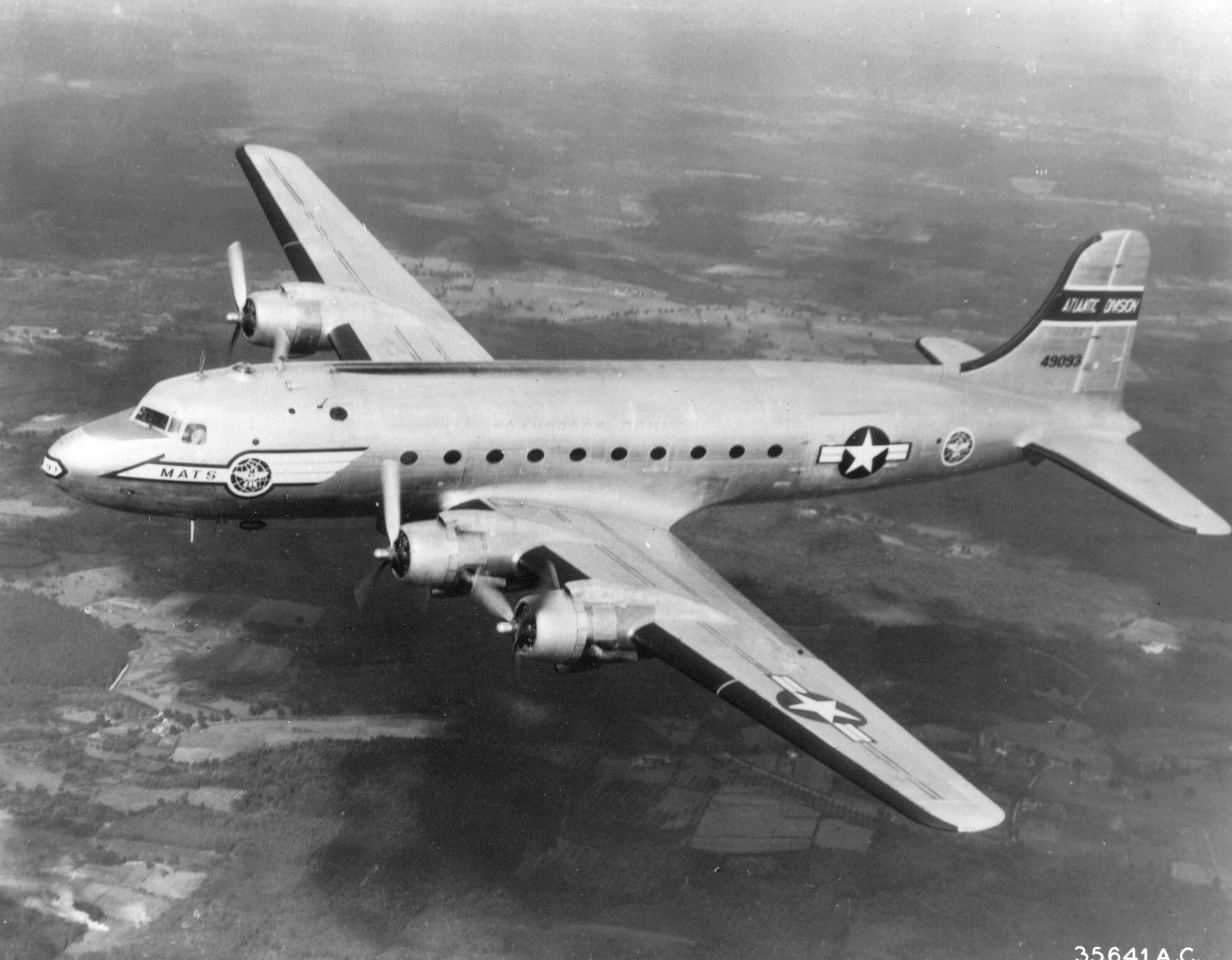
Транспортні літаки С-54 прямують для висадки десанту в Японію. 1945
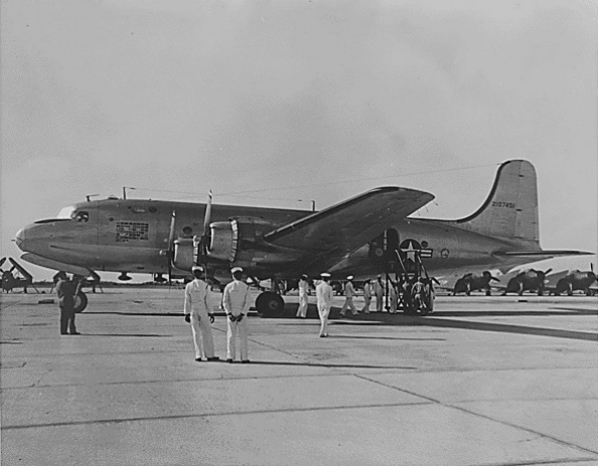
Президентський борт № 1.
Літаки С-54 з гуманітарним вантажем сідає в аеропорту Берліна під час блокади Берліна. 1948
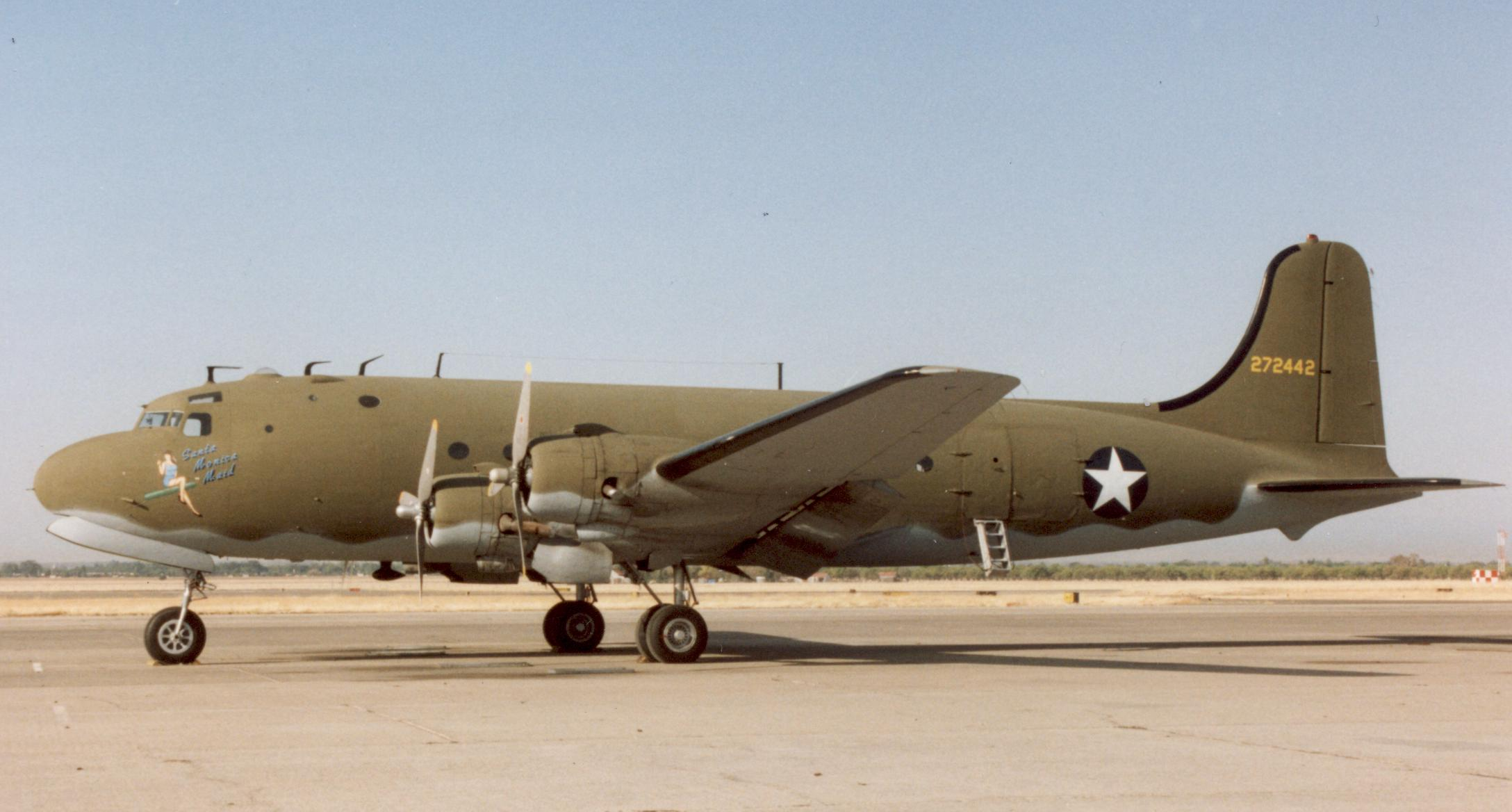
С-54
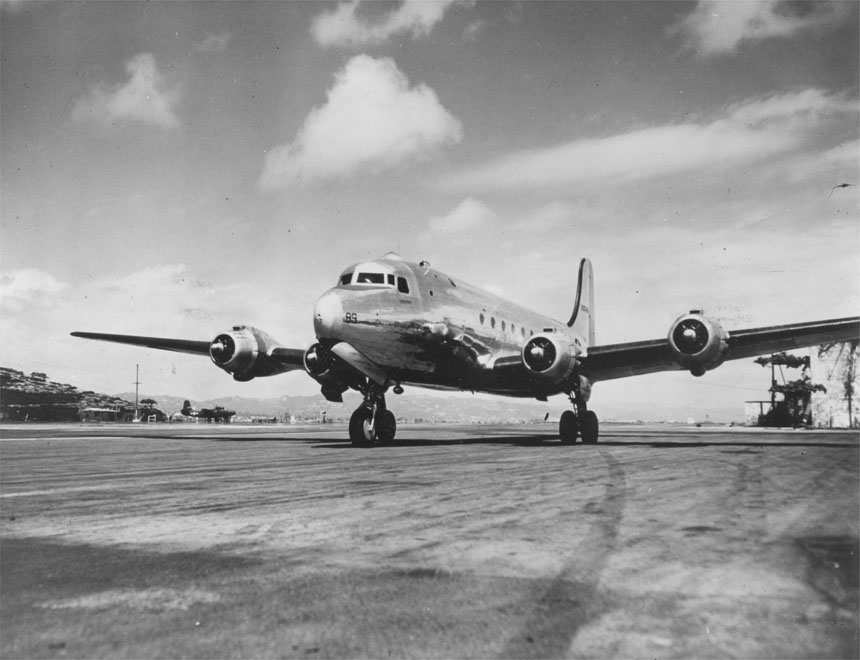
С-54Е в аеропорту
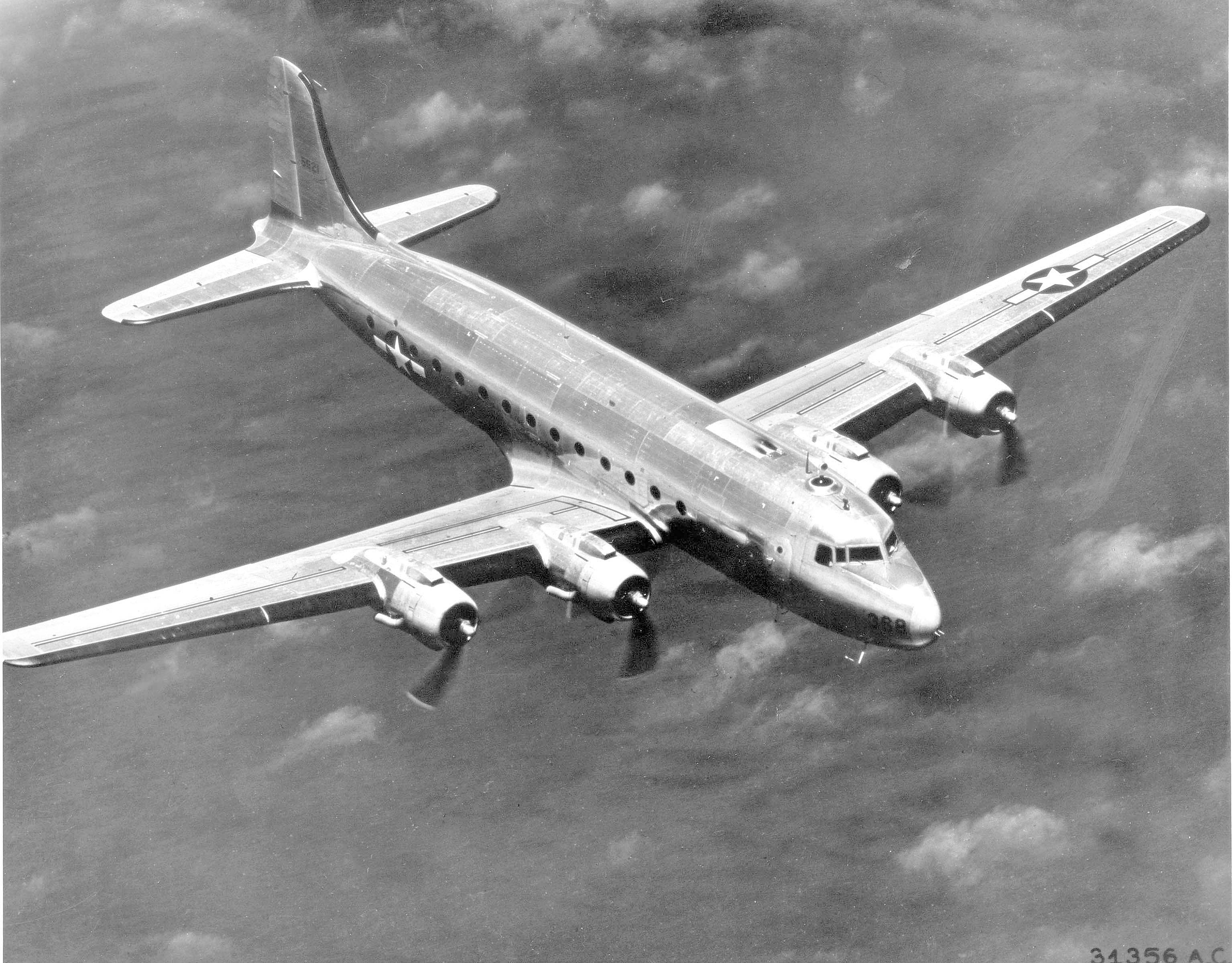
С-54 ВПС США

## Країни-оператори
| - Австралія - Аргентина - Бельгія - Болівія - Бразилія - Велика Британія - Венесуела - Гондурас - Гонконг - Іспанія - Камбоджа - Канада - Колумбія - Куба - Ефіопія | - Ісландія - Ізраїль - Нігер - Нідерланди - Парагвай - Перу - Португалія - Південна Корея - Саудівська Аравія - США - Таїланд - Республіка Китай - Туреччина - Чад - Франція |